# Can Pou (Cabanelles)
Can Pou és un mas a un parell de km al sud-est del nucli urbà de Cabanelles (Alt Empordà) al seu terme municipal. Està inclòs en l'Inventari del Patrimoni Arquitectònic de Catalunya. S'hi accedeix des de la carretera N-260, agafant un trencall a mà esquerra en direcció a Besalúa l'alçada del km 50.
Masia de grans dimensions formada per diversos cossos adossats que li confereixen una planta irregular. L'habitatge principal, localitzat al bell mig de l'estructura arquitectònica presenta la coberta de dues vessants de teula i està distribuït en planta baixa i dos pisos. La façana principal, orientada a ponent, presenta un portal de mig punt bastit amb dovelles de pedra calcària de tonalitat blanquinosa, mig tapat per la construcció d'un pont unit a la façana que dona accés a un pou situat a l'altre extrem de l'estructura. El pou és de planta circular, està fonamentat al sòl i construït en pedra petita sense treballar lligada amb morter. El pont està format per un sol arc de mig punt, està bastit en pedra lligada amb abundant morter de calç i s'hi accedeix des del nivell del primer pis, a través d'un finestral rectangular emmarcat en carreus de pedra i la llinda plana. Al costat n'hi ha un altre, bastit en pedra calcària blanca. Les finestres de la segona planta, de mida més petita, també estan emmarcades en pedra i amb els ampits motllurats.
De la resta de paraments de la construcció cal destacar les dues terrasses descobertes adossades a les façanes de migdia i llevant, amb accés des de la primera planta. La de migdia presenta una porta rectangular emmarcada en pedra, actualment reconvertida en finestra, que presenta la data 1787 a la llinda. Els cossos adossats per la banda de tramuntana a la casa principal són de cronologia més moderna i presenten les cobertes d'un vessant i plana. A la planta baixa hi ha tres portals bastits en maons, els dels extrems d'obertura rectangular i el central d'arc rebaixat, força senzills. Les obertures dels pisos són petites finestres rectangulars amb els emmarcaments arrebossats. A l'extrem nord del parament hi ha una plaça commemorativa que data l'ampliació l'any 1914. La façana de llevant d'aquesta part de la construcció presenta grans obertures d'arc rebaixat bastides en maons i està coberta per un terrat delimitat per una barana d'obra.
Els edificis adossats a la banda de migdia de la casa són rectangulars, amb coberta-terrat i distribuïts en dues plantes. Les finestres són de mig punt i estan emmarcades en pedra, de cronologia més recent.
La construcció és bastida en pedra de diverses mides sense treballar, lligada amb abundant morter de calç. Conserva l'era, situada a la banda nord-est de la construcció.